# Julian Peterson
(en) Statistiques sur pro-football-reference
Julian Peterson, né le 28 juillet 1978 est un américain, ancien joueur de football américain ayant joué au poste de linebacker.
Comme professionnel, il a été sélectionné lors de la Draft 2000 de la NFL au premier tour en 16e choix global par la franchise des 49ers de San Francisco. Il y joue jusqu'en fin de saison 2005 apr!s quoi il intègre les Seahawks de Seattle de 2006 à 2008 pour finalement terminer sa carrière chez les Lions de Détroit en 2009 et 2010. Il sera sélectionné à cinq reprises pour le Pro Bowl et repris dans l'équipe type All-Pro en 2002 et 2003.
Au niveau universitaire, il avait joué avec les Spartans de Michigan State au sein de la NCAA Division 1 FBS.